# 지미 그리브스
제임스 피터 지미 그리브스 (James Peter Jimmy Greaves, MBE, 1940년 2월 20일 ~ 2021년 9월 19일)는 잉글랜드의 전 축구 선수로, 포지션은 스트라이커였다. 잉글랜드 1부 리그 역대 최다 득점 기록 보유자이다.

## 클럽 경력
1957년 첼시 FC에서 데뷔한 그리브스는 데뷔하자마자 순식간에 주전공격수 자리를 확보한다. 17살에 데뷔시즌에 22골, 이듬해에는 32골을 넣으며 득점왕까지 차지하게 되었다. 곧바로 국가대표로 출전하였으며, 1961년에는 첼시에서 무려 41골을 넣어 2번째 득점왕을 차지하게 되었다. 이는 현재 첼시 FC의 리그 최대 골을 기록 중이며, 20세 290일만에 리그 100골을 돌파하게 되었다. 첼시에서 4시즌 동안 출전하였으며 첼시 FC에서 157경기 124골을 기록하였다. 첼시 FC에서 100골 이상의 기록을 가지고 있는 7명의 선수 중 하나이다. 그는 1961년 AC밀란으로 이적하였다.
그리브스는 AC밀란에서도 12경기 9골을 넣었는데, 이번에는 토트넘 홋스퍼 FC이 막대한 이적료를 제시하면서 지미 그리브스는 시즌 도중인 1962년 다시 잉글랜드 리그로 귀환하게 되었다. 토트넘 홋스퍼 FC은 당시 99,999파운드를 지불했는데, 최초로 10만 파운드를 넘긴 선수로 기록되는 것을 피하려고 이런 금액을 이적료로 제시했다고 한다
그리브스는 시즌 중에 이적해 왔음에도 22시합 21골을 기록했고, 이듬해부터 각각 37골, 35골, 29골을 펼치면서 토트넘에서 3년 연속 득점왕을 차지하였다. 토트넘의 첫 국제대회 우승 트로피였다. 또한 그리브스는 63년 유럽최우수선수 투표에서도 3위를 차지한 바 있다. 토트넘에서 9시즌을 활약하면서 220골을 넣었었다.
지미 그리브스는 토트넘 홋스퍼 FC에서 활약하다가, 선수생활 후반기인 1970년 웨스트햄 유나이티드으로 이적해서, 두 시즌을 더 보내고 현역에서 은퇴하였다. 축구 전문 매체 골닷컴에서 선정한 영국 역대 베스트 축구선수 50인 중 6위로 선정되었다.

## 국가대표팀 경력
1960년대에 열린 월드컵에도 지미 그리브스는 참가하였다. 1962년 월드컵에서는 아르헨티나를 상대로 그리브스가 골을 기록하기도 했고, 팀도 토너먼트에 올라갔으나, 8강전에서 브라질을 상대로 패배했다.
그리고 4년 후, 잉글랜드에서 열린 1966년 월드컵, 그리브스는 부상의 영향으로 제대로 활약하지 못했으며, 1967년 20대 후반에 비교적 이른 나이로 국가대표에서 물러났다. 1966년 월드컵에는 토너먼트부터 부상으로 뛸 수 없었다.

## 수상

#### AC 밀란
- 세리에 A : 1961-62

#### 토트넘
- FA컵 : 1961-62, 1966-67
- FA 채리티 쉴드 : 1962, 1967
- 유로피언컵 위너스컵 : 1962-63

#### 잉글랜드
- FIFA 월드컵 : 1966
- 브리티시 홈 챔피언십 : 1959–60, 1960–61, 1963–64, 1964–65, 1965–66

### 개인
- 퍼스트 디비전 득점왕 : 1958-59, 1960-61, 1962-63, 1963-64, 1964-65, 1968-69
- 유로피언컵 위너스컵 득점왕 : 1962-63
- 풋볼리그 레전드 100인
- 잉글랜드 축구 명예의 전당
- 토트넘 명예의 전당
- 잉글랜드 1부 리그 역대 최다 득점자 - 357골
- 잉글랜드 1부 리그 역대 최다 득점왕 - 6회

#### 발롱도르
- 1960 - 16
- 1961 - 28
- 1962 - 7
- 1963 - 3
- 1964 - 6
- 1968 - 10

## 같이 보기
- AC 밀란
- 토트넘 홋스퍼
- 첼시 FC
- 웨스트햄 유나이티드
- 잉글랜드 축구 국가대표팀